# Stipe Miocic
Stipe Miocic (kroatiska: Stipe Miočić), född 19 augusti 1982 i Euclid, är en amerikansk före detta MMA-utövare av kroatiskt ursprung som sedan 2011 tävlar i organisationen Ultimate Fighting Championship där han är tvåfaldig mästare i tungvikt (mellan maj 2016 och juli 2018, samt mellan 17 augusti 2019 och 27 mars 2021).
17 november 2024 meddelade han att han avslutar karriären efter förlusten mot Jon Jones

## Tävlingsfacit
| Resultat | Facit | Motståndare       | Metod                  | Evenemang                               | Datum             | Rond | Tid  | Plats                | Notering                                                |
| -------- | ----- | ----------------- | ---------------------- | --------------------------------------- | ----------------- | ---- | ---- | -------------------- | ------------------------------------------------------- |
| Vinst    | 1–0   | Corey Mullis      | TKO (slag)             | NAAFS: Caged Fury 9                     | 20 februari 2010  | 1    | 0:17 | Cleveland, OH, USA   |                                                         |
| Vinst    | 2–0   | Paul Barry        | TKO (slag)             | Moosin: God of Martial Arts             | 21 maj 2010       | 2    | 1:32 | Worcester, MA, USA   |                                                         |
| Vinst    | 3–0   | Jeremy Holm       | KO (slag)              | NAAFS: Rock N Rumble 4                  | 28 augusti 2010   | 1    | 1:36 | Cleveland, OH, USA   |                                                         |
| Vinst    | 4–0   | Gregory Maynard   | TKO (slag)             | NAAFS: Night of Champions 2010          | 4 december 2010   | 2    | 1:43 | Cleveland, OH, USA   |                                                         |
| Vinst    | 5–0   | William Penn      | KO (slag)              | NAAFS: Caged Vengeance 9                | 16 april 2011     | 1    | 2:23 | Canton, OH, USA      |                                                         |
| Vinst    | 6–0   | Bobby Brents      | TKO (bensparkar)       | NAAFS: Fight Night in the Flats 7       | 4 juni 2011       | 2    | 4:27 | Cleveland, OH, USA   | Blev NAAFS-mästare i tungvikt.                          |
| Vinst    | 7–0   | Joey Beltran      | Domslut (enhälligt)    | UFC 136                                 | 8 oktober 2011    | 3    | 5:00 | Houston, TX, USA     |                                                         |
| Vinst    | 8–0   | Phil De Fries     | KO (slag)              | UFC on Fuel TV: Sanchez vs. Ellenberger | 15 februari 2012  | 1    | 0:43 | Omaha, NE, USA       | KO of the Night                                         |
| Vinst    | 9–0   | Shane del Rosario | TKO (armbågar)         | UFC 146                                 | 26 maj 2012       | 2    | 3:14 | Las Vegas, NV, USA   |                                                         |
| Förlust  | 9–1   | Stefan Struve     | TKO (slag)             | UFC on Fuel TV: Struve vs. Miocic       | 29 september 2012 | 2    | 3:50 | Nottingham, England  | Fight of the Night.                                     |
| Vinst    | 10–1  | Roy Nelson        | Domslut (enhälligt)    | UFC 161                                 | 15 juni 2013      | 3    | 5:00 | Winnipeg, Kanada     |                                                         |
| Vinst    | 11–1  | Gabriel Gonzaga   | Domsluting (enhälligt) | UFC on Fox: Henderson vs. Thomson       | 25 januari 2014   | 3    | 5:00 | Chicago, IL, USA     |                                                         |
| Vinst    | 12–1  | Fábio Maldonado   | TKO (slag)             | UFC Fight Night: Miocic vs. Maldonado   | 31 maj 2014       | 1    | 0:35 | São Paulo, Brasilien | Performance of the Night.                               |
| Förlust  | 12–2  | Junior dos Santos | Domslut (enhälligt)    | UFC on Fox: dos Santos vs. Miocic       | 13 december 2014  | 5    | 5:00 | Phoenix, AZ, USA     | Fight of the Night.                                     |
| Vinst    | 13–2  | Mark Hunt         | TKO (slag)             | UFC Fight Night: Miocic vs. Hunt        | 9 maj 2015        | 5    | 2:47 | Adelaide, Australien |                                                         |
| Vinst    | 14–2  | Andrej Arloŭski   | TKO (slag)             | UFC 195                                 | 2 januari 2016    | 1    | 0:54 | Las Vegas, NV, USA   | Performance of the Night.                               |
| Vinst    | 15–2  | Fabrício Werdum   | KO (slag)              | UFC 198                                 | 14 maj 2016       | 1    | 2:47 | Curitiba, Brasilien  | Blev UFC-mästare i tungvikt. Performance of the Night.  |
| Vinst    | 16–2  | Alistair Overeem  | KO (slag)              | UFC 203                                 | 10 september 2016 | 1    | 4:27 | Cleveland, OH, USA   | Försvarade titeln i tungvikt. Fight of the Night.       |
| Vinst    | 17–2  | Junior dos Santos | TKO (slag)             | UFC 211                                 | 13 maj 2017       | 1    | 2:22 | Dallas, TX, USA      | Försvarade titeln i tungvikt. Performance of the Night. |
| Vinst    | 18–2  | Francis Ngannou   | Domslut (enhälligt)    | UFC 220                                 | 20 januari 2018   | 5    | 5:00 | Boston, MA, USA      | Försvarade titeln i tungvikt.                           |
| Förlust  | 18–3  | Daniel Cormier    | KO (slag)              | UFC 226                                 | 7 juli 2018       | 1    | 4:33 | Las Vegas, NV, USA   | Förlorade titeln i tungvikt.                            |
| Vinst    | 19–3  | Daniel Cormier    | TKO (slag)             | UFC 241                                 | 17 augusti 2019   | 4    | 4:09 | Anaheim, CA, USA     | Blev UFC-mästare i tungvikt. Performance of the Night.  |
| Vinst    | 20–3  | Daniel Cormier    | Domslut (enhälligt)    | UFC 252                                 | 15 augusti 2020   | 5    | 5:00 | Las Vegas, NV, USA   | Försvarade titeln i tungvikt.                           |
| Förlust  | 20–4  | Francis Ngannou   | KO (slag)              | UFC 260                                 | 27 mars 2021      | 2    | 0:52 | Las Vegas, NV, USA   | Förlorade titeln i tungvikt.                            |